# Identificazione biochimica
Identificazione biochimica è il nome attribuito sia alla scienza che alla tecnologia relative alla rilevazione dei composti biochimici e della loro concentrazione nell'ambito dell'analisi della tracce. Questo procedimento è solitamente realizzato utilizzando una microbilancia in cristallo di quarzo, che misura una densità lineare mediante la misurazione della variazione di frequenza di un cristallo di quarzo risuonatore. Un altro metodo utilizzato prevede il coinvolgimento di nanoparticelle.